# Language Creation Society
A Sociedade de Criação de Língua (LCS) é uma organização sem fins lucrativos formada para promover línguas artificiais (conlangs), suporte para idealizadores de línguas artificiais (conlangers), e informar o público em geral sobre línguas artificias e a comunidade de conlangers.  A LCS também atua como um intermediário para pessoas criativas procurando línguas artificias para uso em trabalhos de ficção (em alguma mídia) e para conlangers procurando trabalho profissional.

## Missão
A LCS procura "promover conlangs e projetos de conlangs oferecendo plataformas para conlangers publicarem trabalhos de alta qualidade de interesse para a comunidade, aumentando a percepção  sobre conlanging entre o público em geral, organizando trabalho para conlangers profissionais e pessoas na indústria do entretenimento interessadas em adicionar mais profundidade para suas palavras alternativas, e provando um lugar central para rcontatos confiáveis e informação para  aprender mais."

## Serviços profissionais
Uma solicitação de um cliente descrevendo suas necessidades e o(s) tipo(s) de conlangers que ele quer é enviado para uma lista de conlangers procurando trabalho; as propostas submetidas aos conlangers são então revisadas por um painel de voluntários que não estão se candidatando a tal trabalho. As propostas consideradas melhores pelos revisores são então encaminhadas para o cliente, que seleciona uma para ser mais completamente desenvolvida pelo seu criador.  Até o momento, a LCS tem sido contratada pela HBO, e contratou David J. Peterson para criar a Língua dothraki para suas séries Game of Thrones, baseada nas séries de George R.R. Martin de obras de fantasia épicas As Crônicas de Gelo e Fogo.  Olivier Simon foi selecionado pelo LCS para criar o "Leosprache" para o filme alemão Der Liebe Leo.

## Suporte da comunidade
Muitos conlangers online e comunidades predate o LCS e são independentes dele (por exemplo, a lista de e-mail CONLANG mailing e Zompist Bulletin Board).  O LCS promove hospedagem web para uns números de projetos orientados comunitários de novatos, incluindo o Conlang Atlas of Language Structures, um espelho dos arquivos da lista de e-mail CONLANG mailing, um aggregator de blogs de conlangs, e hospedagem de arquivos de sites de conlangs deceased, em adição para hospedagem de websites orientados de conlangs para membros individuais.
O LCS começou um podcast em fevereiro de 2009; como em outubro de 2010, um jornal acadêmico é bom nos trabalhos.
O LCS também realiza a Conferência de Criação de Língua ocasionalmente; conferências foram realizadas em 2006 (Berkeley, Califórnia), 2007 (Berkeley, Califórnia), 2009 (Providence, Rhode Island), 2011 (Groningen, os Países Baixos), 2013 (Austin, Texas), 2015 (Horsham, Reino Unido), 2017 (Calgary, Canadá), e 2019 (Cambridge, Reino Unido).

## Membros do LCS
Vários dos membros do LCS e associados têm sido contratados como consultores linguísticos. Bill Welden foi um consultor para o Lord of the Rings trilogy para o Elvish. Muitos têm graduação em linguística, e alguns estão atualmente trabalhando em projetos que são cobertos por non-disclosure agreements.

## Ligação externa
- Site oficial